# Cicco Simonetta
Francesco (Cicco) Simonetta (Caccuri, 1410-Pavía, 30 de octubre de 1480) fue un político y diplomático italiano que ocupó el centro de la escena en el Ducado de Milán durante la segunda mitad del Quattrocento.. Compuso en 1474 Regule ad extrahendum litteras ziferatas sine exemplo , uno de los primeros tratados sobre criptografía.

## Biografía
... messer Cecco, hombre por su prudencia y larga práctica excelentísimo ...
... messer Cecco, uomo per prudenza e per lunga pratica eccellentissimo...
Nicolás Maquiavelo, Istorie fiorentine, XVIII capítulo

### Primeros años
Francesco, apodado Cicco, nació en Caccuri, Calabria, y recibió una excelente educación. Estudió latín, griego, hebreo y otros idiomas (francés, alemán y español) y se graduó in utroque iure  (derecho civil y canónico), presumiblemente en Nápoles.
En 1435, debido a sus habilidades y conocimientos en el campo administrativo, fue nombrado consejero personal de René de Anjou en Nápoles en el contexto de la disputa entre aragoneses y angevinos por el trono napolitano. Posteriormente, por consejo de su tío Angelo, a partir de 1444 se puso al servicio de Francesco Sforza, por entonces todavía condottiero libre de sus propias milicias. En todo caso, siguió manteniendo relaciones con Nápoles y en 1448 fue nombrado presidente de honor de la Camera Summaria.

### Al servicio de los Sforza

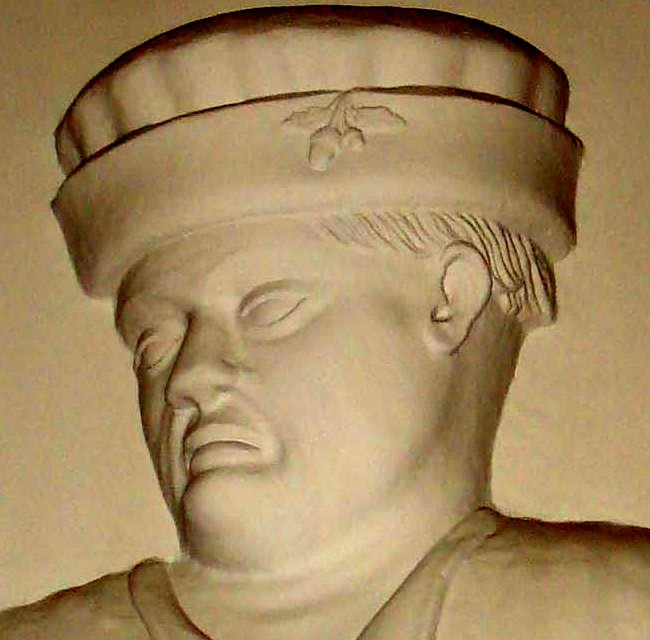
Escultura de Cicco Simonetta, catedral de Como

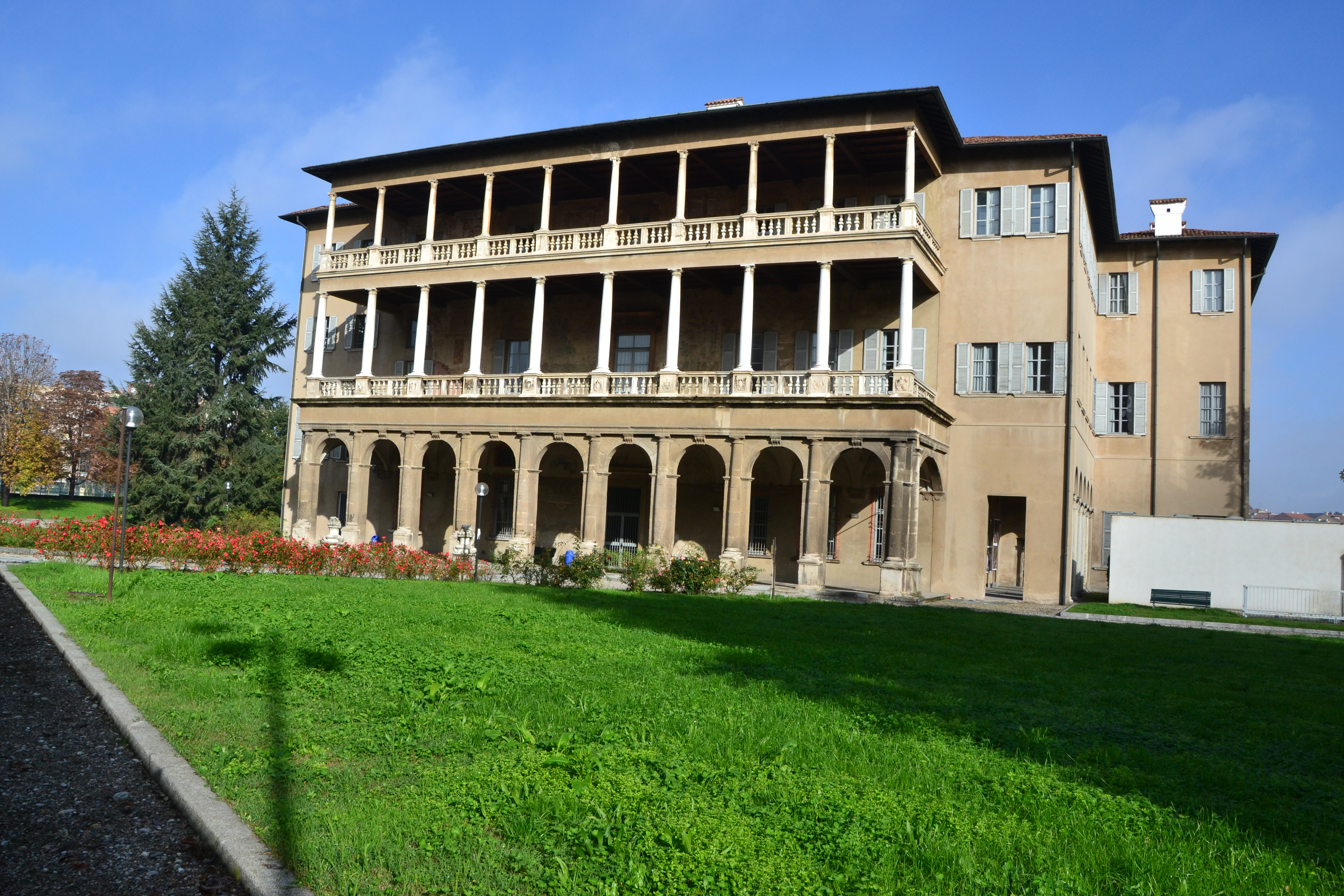
Villa Simonetta, Milano

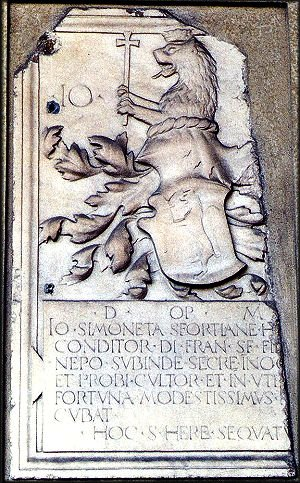
Escudo de armas de la familia Simonetta

Siendo aún joven, se trasladó de Nápoles a Milán, donde entretanto se había convertido en cavaliere aurato y secretario de Francesco Sforza que había tomado posesión del Ducado de Milán. En 1441, Francesco se había casado con Bianca Maria Visconti (1425-1468), la hija ilegítima de Filippo Maria Visconti, tercer duque de Milán. A la muerte de Filippo (1447), las familias patricias habían establecido en Milán la llamada República Ambrosiana. En 1450, Francesco, respaldado por los venecianos, puso sitio a Milán para combatir a los aristócratas. La ciudad se rindió después de ocho meses y Francesco se hizo a sí mismo capitano del popolo. Fue proclamado duque por el pueblo y por derecho de su mujer, gobernando hasta su muerte (r. 1450-1466).
A partir de 1449, junto con Alessandro Sforza, hermano de Francesco, estuvo ligado a la República de Venecia. Simonetta fue nombrado "caballero de oro" y entró en la cancillería ducal. Ese nombramiento fue el comienzo de su dominio indiscutible de la situación política durante treinta años. Como recompensa por sus servicios, se le entregó el feudo de  Sartirana, in Lomellina, que administró con competencia y cuidado, fortificándolo gracias a la pericia de Aristóteles Fioravanti de Bolonia. Pronto se convirtió en miembro del Consejo Secreto y cuando en 1452 se casó con Elisabetta, hija de Gaspare Visconti, secretario personal del duque,  su fama estaba muy extendida. En 1456 obtuvo la ciudadanía de honor de Novara, seguida luego por las de Lodi (de la que también fue gobernador militar) y Parma. En 1465 escribió las Constitutiones et Ordines  para una mejor organización de la cancillería, sobre la que entonces tenía un control total.
Tras la muerte del duque Francesco en 1466, le sucedió su hijo Galeazzo Maria (r. 1466-1476). Su madre Bianca Maria y las otras familias influyentes no aprobaron su caprichosa conducción de los asuntos de estado, pero Simonetta se puso del lado de Galeazzo y pronto se convertirá en su secretario. Al mismo tiempo inició la construcción de dos capillas en la iglesia del Carmine de Milán, una de las cuales estaba dedicada a su patrón san Francisco. En la corte, Cicco se ocupó de muchos aspectos organizativos: reorganizó la capilla musical ducal donde también contratará a Josquin des Prés, patrocinará y obtendrá la dedicatoria del primer libro impreso en griego en Italia, el Erotemata de Costantino Lascaris y hará llegar a Antonello da Messina a Milán para trabajar al servicio de los Sforza.
A la muerte de Francesco Sforza (1466)
En 1474, el duque nombró a Simonetta tutor de sus hijos y este consiguió que uno de sus hijos, que había iniciado la carrera eclesiástica,  fuese nombrado canónigo de la catedral de Milán. Al mismo tiempo, el duque le dio la posibilidad de llevar un escudo de armas, compuesto por un fondo azzurro con un león rampante d'oro que sostenía en sus manos una cruz latina roja. Incluso los tres hermanos de Cicco se incorporaron adecuadamente en la corte gracias a la influencia del poderoso secretario del duque: Angelo fue enfeudado de las ciudades de Casteggio, Belgioioso y Lacchiarella;  Andrea se convirtió en castellano de Monza mientras que Giovanni recibió un generoso salario en reconocimiento de su lealtad como biógrafo de la corte.
En 1476, el duque Galeazzo fue asesinado y fue sucedido por su hijo de 7 años,  Gian Galeazzo Sforza  (r. 1476-1494). Su tutora fue su madre, la duquesa Bona de Saboya, que nombró a Simonetta ministro y colaborador para proteger el poder del pequeño Gian Galeazzo. En ese período de agitación, la actividad diplomática de Simonetta fue intensa. Maniobró para mantener la estabilidad en el estado milanés durante los conflictos endémicos entre güelfos, gibelinos y las diversas guerras y alianzas interestatales.
Al año siguiente se convirtió en secretario ducal, con los poderes de un primer ministro, lo que le permitió gobernar plenamente la ciudad de Milán, dejando pocas decisiones, y secundarias, a la duquesa. Ese gobierno en la sombra de Simonetta era mal visto por los milaneses, en primer lugar porque en varias ocasiones sintieron que debían rendirle lealtad únicamente al duque, pero también por las grandes cantidades de riqueza personal acumuladas gracias a su posición en la cancillería ducal, y por sus orígenes no milaneses. El poder de Simonetta también provocó el odio de Ludovico el Moro (1452-1508), uno de los hermanos menores de Galeazzo, que conspiraba para apoderarse del ducado. El principal obstáculo para su proyecto era la presencia de Simonetta en el gobierno de la ciudad. Después de muchas vicisitudes personales, Ludovico logró ganarse la confianza de la duquesa y la convenció de arrestar a Simonetta.

### La caída en desgracia y el final trágico
Esta situación de marginación de la duquesa y el descontento popular llevaron a Bona de Saboya a un progresivo alejamiento de Simonetta en favor de su cuñado Ludovico el Moro. La determinación de este último y la conformidad de la duquesa fue la ruina de Simonetta que, a pesar de intentar que la duquesa y el Moro no se pusieran de acuerdo, acabó vaticinando a la duquesa:

A mi me será cortada la cabeza y Vos, en el transcurso del tiempo, perderá el estado.
A me sarà tagliato il capo e Voi, in processo di tempo, perderete lo stato
Francesco Simonetta, extracto de un documento relatado por Daniela Pizzagalli en "La Dama con l'ermellino"

El Moro entró en Milán con la excusa de liberar a la duquesa Bona de Saboya de la opresión del poder de Simonetta y al pueblo de la tiranía que surgía de ese poder; los milaneses lo acogieron alegremente y la duquesa patrocinó la causa de Ludovico introduciéndolo en secreto en el castillo.
Simonetta fue arrestado y poco después juzgado. El Moro encomendó la instrucción del juicio a Giovanni Antonio Aliprandi, que en el pasado había sido torturado por Simonetta, así como al capitán de justicia Borrino Colla, al jurista Teodoro Piatti y al abogado Francesco Bolla, todos notoriamente adversarios al antiguo secretario ducal, para asegurar su culpabilidad. Asistido por Ambrogio Opizzoni,  profesor de leyes en la universidad de Pavía, Simonetta fue acusado de 22 cargos. Se le pidió que pagara 50.000 ducados para escapar de la pena de muerte, pero se negó, alegando que había acumulado su riqueza a lo largo del tiempo para garantizar un futuro a sus hijos y que no tenía sentido de su parte, ahora anciano y enfermo, privarles de ella sólo para vivir unos meses más. El 29 de octubre, Simonetta fue juzgado, declarado culpable y al día siguiente decapitado en el revellín del castillo Visconteo con vistas al parque Visconteo. Luego fue enterrado con honoren el claustro de la iglesia de Sant'Apollinare,  fuera de las murallas de la ciudad de Milán, que fue destruida en 1525 durante la batalla de Pavía. Su casa y bienes fueron saqueados. Su hermano Giovanni fue trasladado a una celda en Vercelli.
Ludovico el Moro asumió la regencia de su sobrino, y luego lo expulsó definitivamente tanto a él como a su madre Bona di Savoia del gobierno del estado (r. 1494-1499).
Durante el gobierno de los Sforza, el ducado disfrutó de años de prosperidad y de  gran expansión a pesar de la agitación política. Se erigieron importantes edificios en las ciudades; el cultivo del arroz y la industria de la seda se introdujeron en la agricultura. Con la llegada de la imprenta, Milán se había convertido en un centro cultural sin igual en toda Europa, hasta que cayó en manos extranjeras tras la muerte de Ludovico el Moro.

## Reglas de descifrado

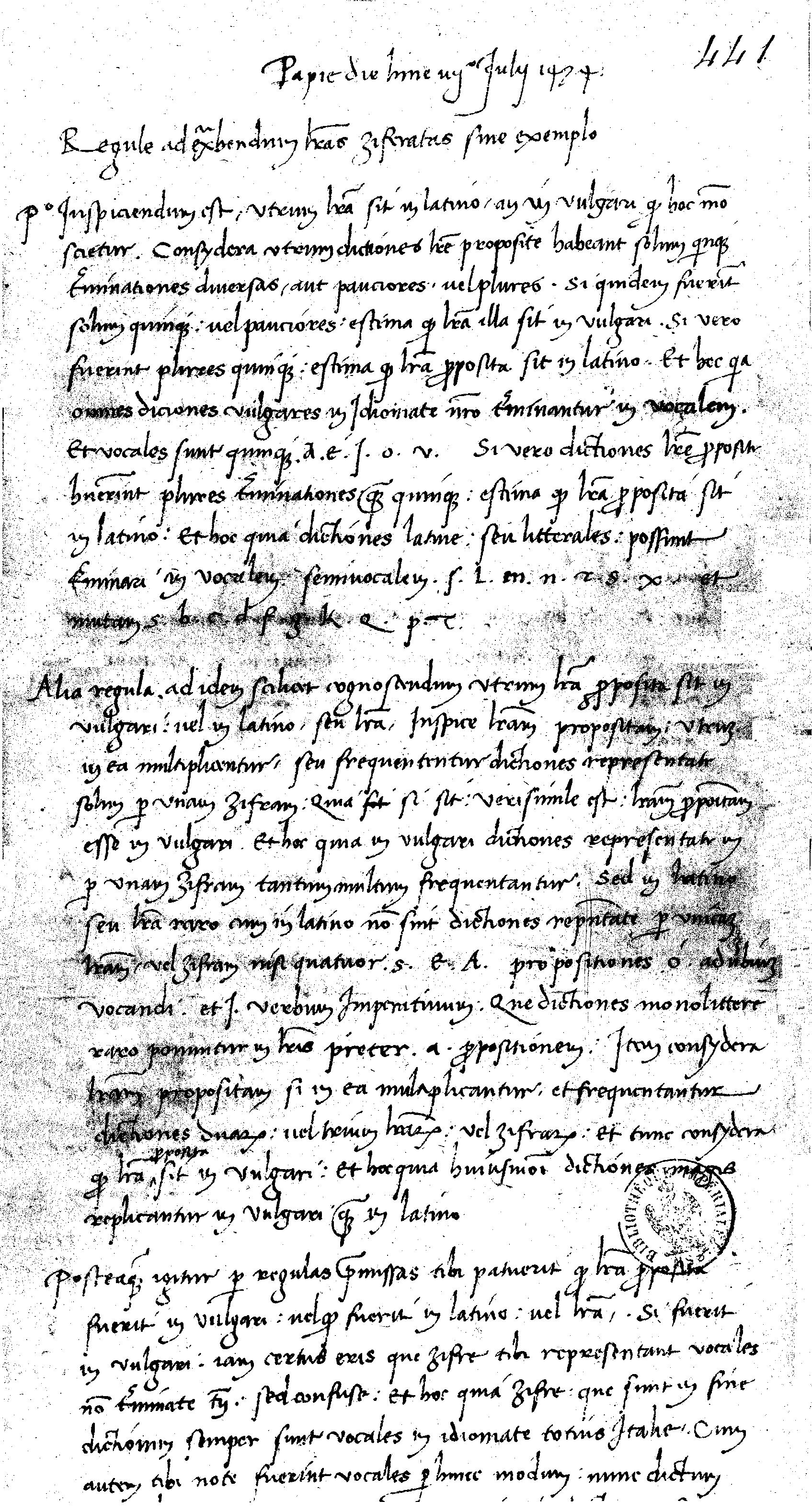
Manuscrito de las Reglas, códice BNF 1595.

Simonetta ha sido descrito en la literatura criptológica como un importante criptoanalista en consideración a sus Regule ad extrahendum litteras ziferatas sine exemplo (1474) [Reglas para descifrar documentos cifrados sin tener la clave]1474), presumiblemente para uso de sus colaboradores, aunque no hay evidencias de la utilización real de estas reglas en el campo administrativo. La traducción del latín al italiano, Regole per la decrittazione di documenti cifrati senza possedere la chiave, se debe a Luigi Sacco. 
Su trabajo fue, en realidad, una colección de pistas para resolver cifrados que estaban bastante anticuados en ese momento. Los empleados de cifrado contemporáneos estaban bien equipados para desafiar los trucos que describió. Los nomencladores eran de uso general, combinando pequeños libros de códigos y grandes tablas de sustitución con homófonos y nulos.
Sus reglas de descifrado son aplicables a despachos con divisiones de palabras, sin homófonos, nulos o palabras clave. No dice nada de la sustitución polialfabética o de la existencia de nomencladores. Sus notas fueron anticipadas por Leon Battista Alberti en su tratado teórico, pero más completo,  De Cifris, que le valió el título de «padre de la criptología occidental».
Solo un siglo después, el matemático francés François Viète escribió un tratado científico dedicado íntegramente al criptoanálisis. Simonetta podría haber estado involucrado en el trabajo de cifrado al principio de su carrera, pero no se ha encontrado evidencia de tal actividad
Con este texto, un descendiente de Cicco Simonetta, Marcello Simonetta, profesor de Historia en los Estados Unidos, descubrió la clave para descifrar una carta cifrada que había encontrado en el archivo privado de Ubaldini en Urbino, una carta enviada por el duque de Urbino a sus embajadores en Roma exactamente dos meses antes de que tuviera lugar la Conspiración Pazzi. En esa carta hay evidencias de la participación directa de Federico da Montefeltro en el hecho histórico. El profesor de la Universidad Wesleyana relató su descubrimiento de la siguiente manera: «Me basé en la frecuencia de las vocales y en la combinación de algunos grupos de letras. Pensé que nunca lo superaría. Finalmente, después de aproximadamente un mes de trabajo, pude descifrar el código. Me ayudó la repetición de una serie de símbolos que correspondían a su santidad, el papa Sixto IV». El resultado de la investigación fue publicado en "Archivio storico italiano", una de las revistas más importantes en el campo de la historiografía.

## Matrimonio e hijos
En 1452, Cicco se casó con Elisabetta Visconti, hija de Giacomo (secretario ducal), con quien tuvo:  
- Giovanni Giacomo (n. 29 de septiembre de 1452);
- Margherita (n. 26 de octubre de 1456), esposó a Guido Galeotto Torelli de Guastalla;
- Antonio (n. 23 de diciembre de  1457);
- Sigismondo (n. 27 de mayo de 1459);
- Ludovico (n. 14 de septiembre de 1460);
- Bianca (fallecida en 1487), se casó con Carlo Sforza, hijo ilegítimo del duque Galeazzo Maria;
- Ippolita (n. 12 de agosto de 1461), se casó en  1479 con Gaudenzio, capitán del duque de Austria ;[5]
- Cecilia (n. 12 de enero de 1464), esposó a  Gaspare Visconti.

También tuvo una relación con un tal Giacomina da Lodi que lo convirtió en padre de dos hijos entre 1451 y 1453.

## Reconocimientos
En Caccuri, en la vía Simonetta, se colocó una placa de mármol en la pared de la casa donde nació el estadista, para recordar al más famoso de sus ciudadanos.
Actualmente, un fragmento de su lápida y el nombre de una calle estrecha de Milán son los únicos testimonios visibles de Simonetta.